# Eugénio Pereira

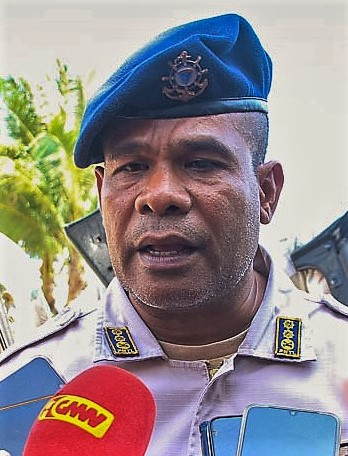
Eugenio Pereira (2023)

Eugénio Pereira ist ein osttimoresischer Polizist im Range eines Superintendente.
2005/2007 war er Polizeikommandant des Distrikts Dili. In diese Zeit fallen die Unruhen in Osttimor 2006. 2010/2013 leitete er den Operationalen Dienst der Nationalpolizei Osttimors (PNTL). 2016/2017 war Pereira Polizeikommandant von der Gemeinde Cova Lima. Seit 2022 ist er Kommandant der Unidade da Polícia Marítima, der Küstenwache Osttimors.